# Iveta Halbichová
Iveta Halbichová (* 19. prosince 1989) je česká volejbalistka.

## Úspěchy
- Policejní ME žen 2013 - 1. místo
- Extraliga žen 2012/13 - 2. místo
- Extraliga žen 2011/12 - 2. místo
- Extraliga žen 2009/10 - 3. místo

- Mistrovství ČR juniorek - 3. místo
- Mistrovství ČR kadetek - 1. místo, 2. místo
- Mistrovství světa v plážovém volejbalu juniorek - 3. místo